# Crucile de piatră din Mizil
Crucile de piatră sunt un monument istoric aflat pe teritoriul orașului Mizil, județul Prahova